# (21089) Mochizuki
(21089) Mochizuki (1992 CQ) – planetoida z pasa głównego asteroid okrążająca Słońce w ciągu 4,35 lat w średniej odległości 2,67 j.a. Odkryta 8 lutego 1992 roku.